# MTV Finlandia
MTV Finlandia (Music Television Finlandia) – wystartowała 18 września 2005 roku w Finlandii. MTV Finlandia można oglądać za pośrednictwem telewizji kablowej jak i przez telewizję satelitarną. Jest dostępna przez telewizje kablowe Welho, Elisa, DNA, i platformy cyfrowy Canal Digital, Viasat.

## Programy

### Programy muzyczne
- After Hours
- Dancefloor Chart
- Euro Top 20
- Headbanger's Ball
- M Is For Music
- MTV Breakfast Club
- MTV Breakfast Club Top 10
- MTV Live
- MTV Overdrive Top 10
- MTV World Stage
- Rewind
- Rock Chart
- Sound Of Sunshine
- Top 25 Most Played
- Top 25
- UK Top 10
- US Top 20

### Inne
- 50 Cent: The Money And The Power
- A Shot At Love With Tila Tequila
- A Double Shot At Love With The Ikki Twins
- Americas Best Dance Crew
- Brooke Knows Best
- Busted
- Cribs
- Dirty Sanchez
- Exiled
- Fist Of Zen
- From G's To Gents
- Hogan Knows Best
- Jackass
- Life of Ryan
- MADE
- My Super Sweet 16 (pol. Moje Supersłodkie urodziny)
- Paris Hilton's My New BFF
- Pimp My Ride
- Room Raiders
- Rob & Big
- Run's House (pol. Raperska rodzina Run'a)
- Scarred
- South Park
- The City
- The Hills
- The Real World: Hollywood
- The X-effect
- Totally Calum Best
- True Life
- Wanna Come In?
- Viva la Bam
- Wildboyz